# Der Tod sagt Amen
Der Tod sagt Amen (Originaltitel: Arizona si scatenò… e li fece fuori tutti!) ist ein Italowestern aus dem Jahr 1970, der in Deutschland seine Premiere am 5. August 1971 hatte. Er stellt eine lockere Fortsetzung des Films Arizona Colt aus dem Jahr 1966 dar. Deutschsprachiger Alternativtitel ist An den Galgen, Hombre.

## Inhalt
Kopfgeldjäger Arizona Colt und sein Kumpel Double Whiskey streifen durch den Westen. Nach einem abgewehrten Überfall durch andere Kopfgeldjäger findet er heraus, dass ein Kopfgeld für ihn ausgelobt wurde für einen Postkutschenraub, mit dem er nichts zu tun hatte. Dafür verantwortlich ist Keene, der eine alte Rechnung mit Arizona Colt offen hat. Auch plant er, einen Rancher, mit dessen Tochter Arizona Colt verbandelt ist, um sein Gold zu erleichtern. Dorfbewohner nehmen Arizona Colt gefangen und hängen ihn. Dann geht er, der durch einen Trick überlebt hat, auf Rachetour und löscht nacheinander die Mitglieder von Keenes Bande und schließlich diesen selbst aus.

## Kritik
„Stereotyper Italo-Western, dessen rohe Gesinnung mühsam mit einigen Witzeleien und parodistischen Floskeln kaschiert wird.“

„Mittelmäßiger Versuch eines Sequels, leider lange nicht auf der Höhe des Originals.“

„Der Film ist zu Beginn betont humorig angelegt, wird dann aber immer grimmiger, bis sich die Leichen schließlich stapeln. Nicht zu glauben, dass das eine Fortsetzung darstellen soll.“

## Sonstiges
- Nur Roberto Camardiel und Rosalba Neri blieben als Schauspieler vom ersten Film übrig.
- Der Film fällt in die Endzeit der ernsthaften und den Beginn der komödiantischen Italowestern und stellt einen Hybriden beider dar.
- Der Song I guess I gonna get my gun, der hier von I Cantori Moderni geboten wird, ist ein Kuriosum mit fröhlicher Melodie und grimmigem Text.